# Play & Win
Play & Win – rumuńskie trio grające muzykę z gatunku dance, powstałe w 2000 roku, jeden z wiodących producentów muzyki w Rumunii. Play & Win jest absolutnym liderem w Rumunii, jeśli chodzi o muzykę dance. Współpracuje z wieloma słynnymi rumuńskimi zespołami i wokalistami, takimi jak Akcent, 3rei Sud Est, Catalin Josan, Morris, Laurentiu Duta, City One czy Inna. Jako wokaliści członkowie grupy Play & Win debiutowali na początku 2009 roku. Wtedy to powstał singiel „Slow Motion”, który zdobył pierwsze miejsce w Kiss FM’s Top 40 Fresh. Był to jeden z największych hitów wiosny w Rumunii. Jako producenci zadebiutowali w 2005 razem z bardzo dobrze znaną w Polsce grupą Akcent. Wtedy to ich wspólnymi siłami powstał hit „Kylie”, który znalazł się w „pierwszej piątce” najpopularniejszych kawałków w Belgii, Szwecji, Norwegii, Polsce, Rosji, Ukrainie i Turcji, a pierwsze miejsce zajął w Holandii, Finlandii i Rumunii. Następnym zespołem, z którym Play & Win współpracował był Activ. Stworzyli hity takie jak „Superstar”, „Dor”, „Heaven” i „Lucruri simple”. Kolejnym hitem wyprodukowanym przez trio był „Sunny Days” zespołu Zero, który zajął drugie miejsce w rumuńskim krajowym Konkursie Piosenki Eurowizji 2009.
Play & Win są powiązani z trzema najbardziej znanymi artystami w Rumunii, są to: Inna, Morris i DJ Bob Taylor. Są producentami debiutanckiej płyty Inny „Hot” który przyniósł takie single, jak „Hot” i „Love”, osiągając pierwsze miejsca na listach przebojów w Rumunii, Bułgarii, Polsce, Hiszpanii, Rosji, Turcji, Grecji i na Węgrzech. Morris i jego „Desire”, to kolejny strzał w dziesiątkę chłopaków z Play & Win. Zajął on 5 miejsce w Kiss FM’s Top 40 Fresh.
Play & Win są jednymi z najbardziej sukcesywnych producentów muzyki w Rumunii. Posiadają ponad 300 singli zarejestrowanych w Związku Kompozytorów w Rumunii.

## Skład
- Alexandru Barac – wokal
- Marcel Botezan
- Radu Bolfea

## Własne Single
- „Black Sea”
- „Calator Spre Cer”
- „Close The Door”
- „Goodbye Blue Sky”
- „Like It”
- „London’s Rain”
- „Musica Latino”
- „Summertime”
- „Slow Motion”
- „Only”
- „House Music”
- „Ya BB”
- „Lady”

## Inne Produkcje
- „Angel” (Laurentiu Duta)
- „Heart Song” (Laurentiu Duta)
- „Deja Vu” (Bob Taylor ft. Inna)
- „I Feel” (City One)
- „Beautiful Day” (Laurentiu Duta)
- „In Your Dreams” (Magoon)
- „So Get Up” (High Five)
- „Sun Rays” (Morris)
- „Wonderful Life” (Laurentiu Duta)
- „Shine Like A Star” (Ryan)
- „Morning Light” (Morris)
- „Desire” (Morris)
- „Running” (Morris)
- „Lost” (Morris)
- „Don’t Say” (Morris)
- „Special” (Monty)
- „Hot” (Inna)
- „Love” (Inna)
- „Nights & Days” (Inna)
- „Amazing” (Inna)
- „Ladies [It’s Over] (Inna)
- „Moon Girl” (Inna)
- „Sun Is Up” (Inna)
- „I Am The Club Rocker” (Inna)
- „Flashing Lights” (Paula Marciniak)
- „Tonight” (Inna)